# Помазан Роман Максимович
Рома́н Макси́мович Помаза́н (нар. 5 вересня 1994, Бердянськ, Україна) — український футболіст, захисник «Штурм» (Іванків).

## Життєпис
Вихованець донецького футболу, місцевої ДЮСШ «Азовсталь» (Маріуполь). Виступав за «Металург U-19» (7 матчів, 0 голів), «Металург» U-21 (48 матчів, 4 голи) та основний склад (13 матчів, 0 голів). Наприкінці 2015 року покинув «Металург».
У лютому 2016 року став гравцем «Геліоса». 3 червня того ж року стало відомо, що Помазан залишив харківський клуб.
У серпні 2016 року перейшов до складу «Інгульця». Наприкінці грудня того ж року було оголошено, що Помазан залишив петрівську команду, але 16 січня 2017 року цю інформацію було офіційно спростовано.
У 2022 році став гравцем аматорського «Штурма» з Іванкова.
З 2022 року пішов до лав ЗСУ. Наразі у складі 3 ОШБ захищає батьківщину на Бахмутському напрямку[джерело?].